# 8010 Böhnhardt
A 8010 Bohnhardt (ideiglenes jelöléssel 1989 GB1) a Naprendszer kisbolygóövében található aszteroida. Eric Walter Elst fedezte fel 1989. április 3-án.